# ルイス・グスタヴォ・ノヴァエス・パリャレス
ルイゾン（Luizão）こと、ルイス・グスタヴォ・ノヴァエス・パリャレス（Luiz Gustavo Novaes Palhares 、1992年1月31日 - ）は、ブラジル・サンパウロ出身のプロサッカー選手。ポルトガル・リーガプロのポルトB所属。ポジションは、ミッドフィールダー。

## 外部サイト
- ルイス・グスタヴォ・ノヴァエス・パリャレス - Soccerwayによる個人成績